# Limatula vladivostokensis
Limatula vladivostokensis is een tweekleppigensoort uit de familie van de Limidae. De wetenschappelijke naam van de soort is voor het eerst geldig gepubliceerd in 1955 door Scarlato.